# Condado de Molina

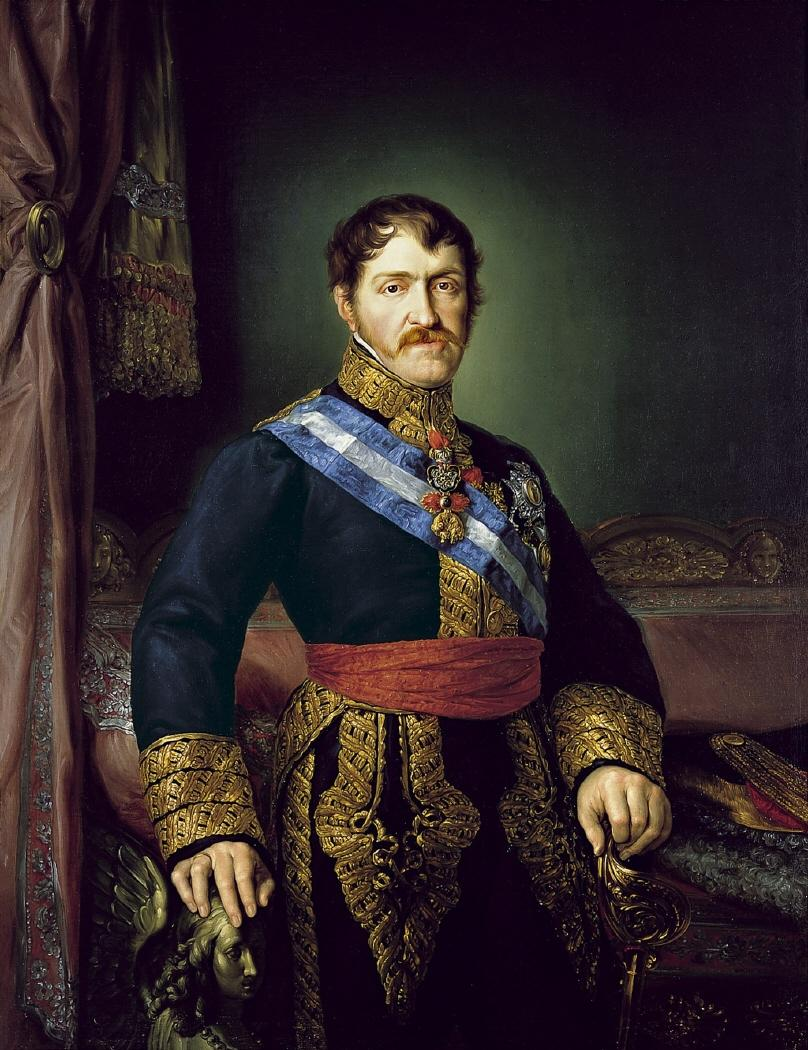
Carlos María Isidro de Borbón, pretendiente carlista al Trono de España como Carlos V.

El condado de Molina es el título de incógnito que adoptó el 18 de mayo de 1845 Carlos María Isidro de Borbón, pretendiente carlista al Trono de España, tras renunciar a sus derechos a la Corona en favor de su hijo primogénito Carlos Luis de Borbón. El título, de forma reivindicativa, hacía referencia a Molina de Aragón, cuyo señorío es uno de los títulos históricos de los reyes de España.
El 31 de agosto de 1839 se dio por finalizada la Primera Guerra Carlista en el norte de España con el conocido como Abrazo de Vergara. Y aunque en la zona de Aragón y Cataluña los últimos ejércitos que defendían la causa del pretendiente carlista continuarían su lucha hasta mediados de 1840, Carlos María Isidro ya había abandonado el país rumbo a Francia en septiembre de 1839.
El gobierno francés confinó al pretendiente y a su familia en Bourges y en esta localidad se encontraba cuando decidió renunciar a sus derechos a la Corona española. Esta renuncia se llevó a cabo por medio de una carta dirigida a su hijo Carlos Luis y fechada el 18 de mayo de 1845. La misiva sería publicada en diversos periódicos europeos y terminaba indicando lo siguiente:

Desde hoy tomo el título de conde de Molina, bajo el cual quiero ser conocido en adelante.

Por su parte, Carlos Luis aceptó la renuncia de su padre mediante otra carta de la misma fecha en la que anunció, además, que a partir de entonces adoptaría el título de conde de Montemolín.
El título de «conde de Molina» sería utilizado casi cien años después de la muerte de Carlos María Isidro por Javier de Borbón-Parma, pretendiente carlista como Javier I. El propio noticiario oficial del régimen de Franco, el NODO, se refirió con dicho título a Javier de Borbón-Parma en 1964.
El título también sería usado por Carlos Pío de Habsburgo y Borbón, reconocido como rey Carlos VIII por una parte del movimiento carlista, los carloctavistas, quienes no reconocían la designación de Javier de Borbón-Parma.